# Gonia umbipennis
Gonia umbipennis är en tvåvingeart som beskrevs av Herting 1958. Gonia umbipennis ingår i släktet Gonia och familjen parasitflugor. Inga underarter finns listade i Catalogue of Life.